# Liloa
Līloa (1435. – 1495.) bio je poglavica havajskog Velikoga otoka, a vladao je od 1465. godine pa do svoje smrti.
Līloa je bio sin poglavice Kihanuilulumokua i njegove žene Waoilee, koja je bila teta svog muža.
Naslijedio je oca na prijestolju 1465. Bio je sveti poglavica, zapamćen po dobrim djelima. Sagradio je hram u dolini Waipio.
Njegova se žena zvala Pinea ili Piena, s kojom je imao sina Hākaua i kćer Kapukini. S ljubavnicom Akahiakuleanom imao je sina ʻUmija.
Visoki svećenik tijekom njegove vladavine bio je Laeanuikaumanamana.
Sin Hākau ga je naslijedio.